# Schlanker Augentrost
Der Schlanke Augentrost (Euphrasia micrantha) ist eine Pflanzenart aus der Gattung Augentrost (Euphrasia) in der Familie der Sommerwurzgewächse (Orobanchaceae).

## Beschreibung
Der Schlanke Augentrost ist eine 3 bis 25 cm große, halbparasitäre, wenig verzweigte Pflanze. Die Laubblätter sind beidseitig mit ein bis sechs spitzen Zähnen besetzt, sie sind kahl oder schwach behaart.
Die Blütenstände stehen endständig und erscheinen erst nach mindestens fünf Internodien. Die Krone wird nur zwischen 4,5 und 6,5 mm lang. Sie sind lila oder purpurn gefärbt.
Die Früchte sind Kapselfrüchte, die vom beständigen Kelch überragt werden.
Die Chromosomenzahl beträgt 2n = 44.

## Vorkommen
Die Art kommt in zahlreichen Ländern Europas vor. Sie wächst auf Bergwiesen und Magerrasen. Sie bevorzugt mäßig frischen, sauren, kalk- und nährstoffarmen Sand- und Lehmboden oder Gips. Sie kommt in Gesellschaften des Verbands Genistion vor.